# Synclerostola varians
Synclerostola varians är en fjärilsart som beskrevs av Köhler 1945. Synclerostola varians ingår i släktet Synclerostola och familjen nattflyn. Inga underarter finns listade i Catalogue of Life.